# Olympische Sommerspiele 1992/Teilnehmer (Mauretanien)
| Gelbes Symbol für Goldmedaillen mit stilisierten Olympischen Ringen | Graues Symbol für Silbermedaillen mit stilisierten Olympischen Ringen | Braundes Symbol für Bronzemedaillen mit stilisierten Olympischen Ringen |
| ------------------------------------------------------------------- | --------------------------------------------------------------------- | ----------------------------------------------------------------------- |
| —                                                                   | —                                                                     | —                                                                       |

Mauretanien nahm an den Olympischen Sommerspielen 1992 in Barcelona, Spanien, mit einer Delegation von sechs Sportlern (allesamt Männer) an sechs Wettkämpfen in einer Sportart (Leichtathletik) teil. Medaillen konnten keine gewonnen werden. Es war die dritte Teilnahme an Olympischen Sommerspielen für das Land. 

## Teilnehmer nach Sportarten

### Leichtathletik
- Chérif Baba Aidara
  - 800-Meter-Lauf

Runde eins: ausgeschieden in Lauf zwei (Rang sechs), 1:56,41 Minuten

- Boubout Dieng
  - 200-Meter-Lauf

Runde eins: ausgeschieden in Lauf neun (Rang sieben), 22,75 Sekunden

- Samba Fall
  - 400-Meter-Lauf

Runde eins: ausgeschieden in Lauf acht (Rang sieben), 50,91 Sekunden

- Mohamed Ould Khalifa
  - Marathon

Finale: Rennen nicht beendet (DNF)

- Noureddine Ould Ménira
  - 100-Meter-Lauf

Runde eins: ausgeschieden in Lauf sechs (Rang sieben), 11,22 Sekunden

- Sid’Ahmed Ould Mohamedou
  - 10.000-Meter-Lauf

Runde eins: ausgeschieden in Lauf eins, Rennen nicht beendet (DNF)